# Martin Sus (1989)
Martin Sus (* 8. května 1989, Brno, Československo) je český fotbalový záložník, momentálně působící v týmu TJ Tatran Bohunice.
Premiérový gól v Gambrinus lize vstřelil 2. listopadu 2009 v utkání Brna s Plzní, v 83. minutě vyrovnal na konečných 1:1.

## Klubové statistiky
Aktuální k datu: 9. říjen 2012
| Sezona  | Klub                | Země  | Soutěž  | Zápasy | Góly |
| ------- | ------------------- | ----- | ------- | ------ | ---- |
| 2009/10 | 1. FC Brno          | Česko | 1. liga | 5      | 1    |
|         | 1. FC Brno B        | Česko | 3. liga | 8      | 0    |
| 2010/11 | FC Zbrojovka Brno B | Česko | 3. liga | 11     | 0    |
| 2011/12 | FC Zbrojovka Brno B | Česko | 3. liga | 11     | 1    |
|         | celkem              |       |         | 35     | 2    |